# Itaim Bibi
Itaim Bibi es un distrito ubicado en la zona oeste de la ciudad de Sao Paulo, Brasil. Administrativamente pertenece a la subprefectura de Pinheiros. 
Popularmente y en algunos reportajes la zona perteneció a la Zona Sur de la ciudad aunque es administrada por la subprefectura de Pinheiros. En el 2002 se dio su integración oficial a la Zona Oeste mediante su separación de la subprefectura de Santo Amaro, (Zona Centro Sur) a la que pertenecía, durante la gestión de la alcaldesa Marta Suplicy.

## Distritos limítrofes
- Pinheiros (norte)
- Moema (este)
- Campo Belo (sureste)
- Santo Amaro (sur)
- Morumbi (oeste)